# Tomasz Bulik
Tomasz Wojciech Bulik (ur. 12 lipca 1964 w Warszawie) – polski astronom, profesor doktor habilitowany, członek korespondent PAN, dyrektor Obserwatorium Astronomicznego Uniwersytetu Warszawskiego.

## Życiorys
Ukończył studia  z fizyki teoretycznej na  Uniwersytecie Warszawskim. Doktorat z astrofizyki obronił w 1993 na Pennsylvania State University. Habilitacja w zakresie astrofizyki w 2001 w Centrum Astronomicznym im. Mikołaja Kopernika Polskiej Akademii Nauk na podstawie pracy Astrofizyka gwiazd neutronowych o silnych polach magnetycznych. Tytuł profesorski otrzymał w 2009. Pracuje jako profesor zwyczajny w Obserwatorium Astronomicznym Uniwersytetu Warszawskiego w Warszawie. Interesuje się głównie astrofizyką teoretyczną, w szczególności gwiazdami neutronowymi.
W 2019 został członkiem Rady Doskonałości Naukowej I kadencji, jest członkiem tego ciała także w kadencji 2024–2027. Od 2020 członek korespondent Wydziału Nauk Ścisłych i Nauk o Ziemi Polskiej Akademii Nauk. Jest również przewodniczącym Komitetu Astronomii PAN.
Wśród wypromowanych przez niego doktorów był Krzysztof Belczyński, później profesor nauk fizycznych.
Syn Jerzego Bulika i Barbary z d. Kłosowicz. Żonaty z Dorotą z d. Gutry. Ojciec Alicji.